# Рудерсдорф (Німеччина)
Рудерсдорф (нім. Rudersdorf) — громада в Німеччині, розташована в землі Тюрингія. Входить до складу району Земмерда. Складова частина об'єднання громад Буттштедт.
Площа — 7,76 км2. Населення становить Невірний параметр metadata 16 068 046 ос. (станом на 31 грудня 2021).